# Мелия (род)
Ме́лия (лат. Mélia) — род двудольных цветковых растений, включённый в семейство Мелиевые (Meliaceae), типовой род семейства.

## Название
Название Melia было впервые употреблено по отношению к этому растению Карлом Линнеем в 1737 году в книге Genera plantarum. Позднее Линней указал, что этим названием в древнегреческом языке назывался ясень или другое дерево с рассечёнными листьями.

## Ботаническое описание
Представители рода — обычно листопадные деревья или крупные кустарники, покрытые простым опушением.
Листья сложные, дважды или трижды непарноперистые, спиралевидно расположенные вдоль стебля, листочки на коротких черешках, чаще всего с зубчатым краем.
Цветки собраны в соцветия-метёлки в пазухах верхних листьев. Центральный цветок обоеполый, большая же часть остальных — тычиночные. Чашечка разделённая на 5—6 почти свободных чашелистиков. Венчик пяти- или шестилепестковый, опушённый, белого или сиреневого цвета. Тычинки сросшиеся в цилиндрическую тычиночную трубку с 10—12 пыльниками. Пестик с полушаровидным рыльцем, длинный. Завязь трёх—восьмигнёздная, в каждой по 2 семяпочки.
Плод — шаровидная или продолговатая костянка с деревянистой косточкой. Семена коричневые, продолговатые.
Число хромосом 2n = 28.

## Ареал
Два вида мелии распространены в Африке, один — родом из Азии, однако завезён во многие регионы мира. В Африке известны все три вида рода. Типовой вид, Мелия азедарах, завезён туда, а Melia bambolo в естественных условиях произрастает в Западной Африки, родина Melia volkensii — Восточная Африка.

## Таксономия
|  |                                      |  |                                                         |                                                         |                    |  | ещё 8 семейств (согласно Системе APG III) |              |              |        |
|  |                                      |  |                                                         |                                                         |                    |  |                                           |              |              | 3 вида |
|  |                                      |  |                                                         | порядок Сапиндоцветные                                  |                    |  |                                           |              | род Мелия    |        |
|  |                                      |  |                                                         | порядок Сапиндоцветные                                  |                    |  |                                           |              | род Мелия    |        |
|  | отдел Цветковые, или Покрытосеменные |  |                                                         |                                                         | семейство Мелиевые |  |                                           |              |              |        |
|  | отдел Цветковые, или Покрытосеменные |  |                                                         |                                                         |                    |  |                                           |              |              |        |
|  |                                      |  | ещё 58 порядков цветковых растений (по Системе APG III) | ещё 58 порядков цветковых растений (по Системе APG III) |                    |  |                                           | ещё 45 родов | ещё 45 родов |        |
|  |                                      |  |                                                         | ещё 58 порядков цветковых растений (по Системе APG III) |                    |  |                                           |              | ещё 45 родов |        |

### Синонимы
- Azedarach Mill., 1754
- Zederachia Heist. ex Fabr., 1759

### Виды
- Melia azedarach L., 1753 — Мелия азедарах
- Melia bambolo Welw., 1859
- Melia volkensii Gürke, 1895